# Pietrele (Budry)
Pietrele (deutsch Pietrellen, 1938 bis 1945 Treugenfließ) ist ein Ort in der polnischen Woiwodschaft Ermland-Masuren, der zur Landgemeinde Budry (Budry) im Powiat Węgorzewski (Kreis Angerburg) gehört.

## Geographische Lage
Pietrele liegt im Nordosten der Woiwodschaft Ermland-Masuren, zehn Kilometer nordöstlich der Kreisstadt Węgorzewo (Angerburg).

## Geschichte
Das im Jahr 1545 gegründete, vor 1627 Petrellen und bis 1938 Pietrellen genannte Dorf bestand aus verstreut liegenden großen und kleinen Höfen. 
Vonn 1874 bis 1945 gehörte es zum Amtsbezirk Sobiechen (polnisch Sobiechy), der – von 1939 bis 1945 „Amtsbezirk Salpen“ genannt – dem Kreis Angerburg im Regierungsbezirk Gumbinnen der preußischen Provinz Ostpreußen zugeordnet war.
Im Jahr 1910 zählte Pietrellen 94 und 1925 bereits 104 Einwohner.
Am 30. September 1928 vergrößerte sich die Landgemeinde Pietrellen aufgrund der Eingliederung des Gutsbezirks Jurgutschen (1938 bis 1945 Jürgenshof, polnisch Jurgucie). Die Zahl der Einwohner stieg bis 1933 auf 130 und belief sich 1939 auf 138.
Am 3. Juni 1938 erhielt Pietrellen aus politisch-ideologischen Gründen der Abwehr fremdländisch klingender Ortsnamen die Umbenennung in „Treugenfließ“.
In Kriegsfolge kam das Dorf 1945 mit dem gesamten südlichen Ostpreußen zu Polen und bekam nun die polnische Namensform „Pietrele“. Heute ist es Teil des Schulzenamtes (polnisch Sołectwo) Więcki (deutsch Wenzken) im Verbund der Landgemeinde Budry im Powiat Węgorzewski, vor 1998 der Woiwodschaft Suwałki, seitdem der Woiwodschaft Ermland-Masuren zugehörig.

## Religionen
Pietrellen war bis 1945 in die evangelische Kirche Buddern in der Kirchenprovinz Ostpreußen der Kirche der Altpreußischen Union und in die katholische Kirche Zum Guten Hirten Angerburg im Bistum Ermland eingepfarrt.
Heute ist Pietrele Teil der katholischen Pfarrei in Budry im Bistum Ełk (Lyck) der Römisch-katholischen Kirche in Polen bzw. der evangelischen Kirchengemeinde in Węgorzewo (Angerburg), einer Filialgemeinde der Pfarrei in Giżycko (Lötzen) in der Diözese Masuren der Evangelisch-Augsburgischen Kirche in Polen.

## Verkehr
Pietrele ist über eine Nebenstraße zu erreichen, die bei Więcki (Wenzken) von der polnischen Woiwodschaftsstraße DW 650 und einstigen deutschen Reichsstraße 136 abzweigt und nach Sobiechy (Sobiechen, 1938 bis 1945 Salpen) führt.